# Castillo de Wolgast
El Castillo de Wolgast era un castillo en la ciudad de Wolgast en el nordeste del actual estado federado de Mecklemburgo-Pomerania Occidental. Estaba situado en una pequeña isla barrera en el Peenestrom, el estrecho que separa la isla de Usedom con el continente. La isla todavía se llama "Isla del Castillo". El castillo era una de las edificaciones renacentistas más importante del norte de Alemania. Existió desde 1496, cuando reemplazó un castillo más temprano en la isla, hasta que fue demolido en la década de 1820. Tras su demolición, los materiales fueron usados para construir otros edificios, de tal modo que no hay ruinas. Solo algunos elementos del castillo se han conservado en varias exhibiciones. Un recuerdo del castillo es el escudo de armas de la ciudad de Wolgast, que muestra una torre del castillo entre dos grifones.